# Дерматит
Дермати́т (др.-греч. δέρμα, δέρματος — кожа + лат. itis — переходить, превращаться) — воспаление кожи, развивающееся в месте непосредственного действия на неё внешнего физического или химического фактора. Иногда термин используется в более широком смысле как название любого воспаления кожи (см. напр. атопический дерматит). Для уменьшения путаницы в медицине принят термин «контактный дерматит», а поражения кожи, вызванные иными причинами, относят к токсидермиям.

## Классификация
Различают простой дерматит, быстро развивающийся вследствие некробиотических изменений в клетках кожи под действием повреждающего фактора; и аллергический дерматит, являющийся воспалительной реакцией замедленного типа и обусловленный действием сенсибилизированных лимфоцитов.
По причинам развития и симптомам различают: травматический, медикаментозный, термический (ожог, отморожение), рентгеновский, (рентгеновские лучи и излучения различных радиоактивных веществ), околораневой, бородавчатый, некробациллёзный, паразитарный (чесотка, стригущий лишай и др.).
Дефицит цинка увеличивает риск возникновения дерматита, начинающийся в носогубных складках и распространяющийся на мошонку, промежность и разгибательные поверхности локтей.

## Этиология
В качестве аллергенов могут выступать химические вещества, лекарственные и косметические средства, растения. Простой дерматит могут вызывать механические раздражители, высокая/низкая температура, УФ лучи, электрический ток, длительное использование респираторов.